# جبل بنت أحمد
جبل بنت أحمد جبل يقع بولاية جندوبة شمال غربي الجمهورية التونسية، يحده من الجنوب الغربي مدينة فرنانة وشمالا عمادة سوق الجمعة. يبلغ ارتفاعه 705 م.  